# 吴中明坊
吴中明坊，位于中国安徽省黄山市屯溪区东北郊屯光镇南溪南村村北水口处，毗邻吴蔚起坊。
吴中明坊立于明万历四十年（1612）孟秋，高12.6米，宽9.6米，为四柱三间三楼冲天式。刻有“龙光”、“恩荣三代”字样。。
吴中明坊为为明万历十四年（1586）丙戌科进士、南京户部粮储总督、卒赠南京户部尚书吴中明而建。
2012年6月21日，吴中明坊公布为第六批安徽省文物保护单位。